# OG Maco
OG Maco, pseudonimo di Benedict Chiajulam Ihesiba Jr. (College Park, 23 aprile 1992 – Los Angeles, 26 dicembre 2024), è stato un rapper statunitense.

## Carriera
Benedict Chiajulam Ihesiba Jr. nasce il 23 aprile 1992 a College Park, in Georgia. Si avvia verso la musica già da giovanissimo, entrando a far parte di una band chiamata Dr. Doctor con il ruolo di chitarrista e cantante. Ihesiba ha citato come sue maggiori fonti di ispirazione i Black Sabbath e i rapper Kid Cudi e Curren$y.
Inizia a far parlare di sé nel 2014, anno in cui pubblica il singolo U Guessed It; il brano venne inserito all'interno della Billboard Hot 100, piazzandosi alla novantesima posizione. Nel 2015 viene inserito all'interno della copertina della rivista "Freshman Class 2015" da XXL. Il 6 novembre 2016 pubblica l'EP For Scott, come tributo a Kid Cudi.
Il 29 ottobre 2021 esce il suo primo album in studio, intitolato The God of Rage.

## Problemi di salute e morte
Nel 2019 gli viene diagnosticata la fascite necrotizzante, una grave infezione alla pelle che gli ha causato un'eruzione cutanea che ha sfigurato il suo viso. Durante la propria battaglia contro la malattia, il rapper ha anche sofferto di depressione.
Il 12 dicembre 2024 viene ricoverato d'urgenza in ospedale dopo essersi autoinflitto una ferita d'arma da fuoco alla testa. Il 26 dicembre seguente, dopo due settimane di coma, ne viene annunciato il decesso all'età di 32 anni.

## Discografia

### Album in studio
- 2021 – The God of Rage
- 2023 – OG MACO

### EP
- 2012 – Public Speaking
- 2014 – Live Life 2
- 2014 – OG Maco
- 2014 – Breathe
- 2015 – Yep (con Rome Fortune)
- 2015 – I Made This Shit Before "U Guessed It
- 2015 – OGZAY (con Zaytoven)
- 2015 – Tax Free (con Pablo Dylan)
- 2015 – OGG EVERLASTING
- 2015 – 10 Moons 2
- 2016 – 7FRVR
- 2016 – OG Maco 2: Episode 1 – The Duke of Summer
- 2016 – OG Maco 2: Episode 2 – Remember
- 2016 – Breathe 2: Episode 1 – Unite
- 2016 – Blvk Phil Collins
- 2016 – For Scott
- 2016 – Dynasty (con Jay 5)

### Mixtape
- 2011 – Marty McFly: The Mixtape
- 2012 – 10 Moons
- 2014 – Live Life
- 2014 – Give Em Hell (con Key!)
- 2014 – Gifts
- 2015 – 15
- 2016 – The Lord of Rage
- 2017 – Children of the Rage
- 2017 – OG Maco 3

### Singoli
- 2014 – U Guessed It (solo o remix con 2 Chainz)
- 2014 – FuckEmx3 (feat. Migos)
- 2015 – Mirror Mirror (feat. Kushy Stash)
- 2015 – Doctor Pepper (con Diplo, CL e Riff Raff)
- 2016 – No Love
- 2016 – Prayer Line (feat. Theo Ferragamo)